# Gheorghe Anghel (politician moldovean)
Gheorghe Anghel (n. 23 septembrie 1959) este un politician, jurist și magistru în management public din Republica Moldova, deputat în Parlamentul Republicii Moldova de Legislatura a XIX-a (2010-2014) pe listele Partidului Comuniștilor din Republica Moldova și fost primar al orașului Ștefan Vodă (2003-2010).
Gheorghe Anghel fost primar al orașului Ștefan Vodă între anii 2003-2007; și a fost reales pentru al doilea mandat pe care și l-a întrerupt în 2010, în favoarea mandatului de deputat în parlament pe lista PCRM. În parlament, a fost membru al Comisiei pentru agricultură și industrie alimentară până în noiembrie 2014. A candidat la postul de deputat și la alegerile parlamentare din 30 noiembrie 2014 de pe poziția a 30-a pe lista PCRM, însă nu a reușit să acceadă în parlament.